# Olomoucké parky

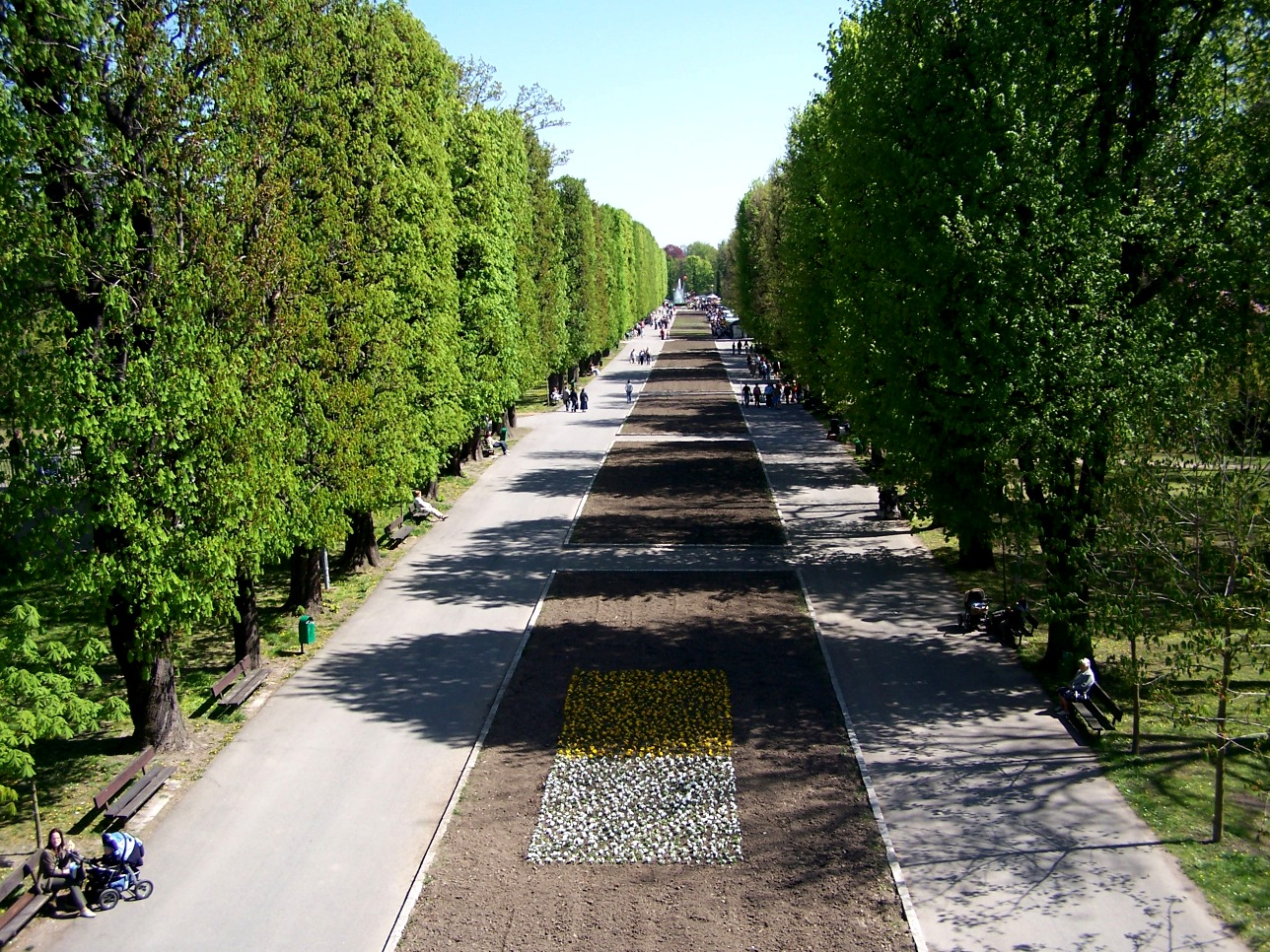
Hlavní alej ve Smetanových sadech před rokem 2010

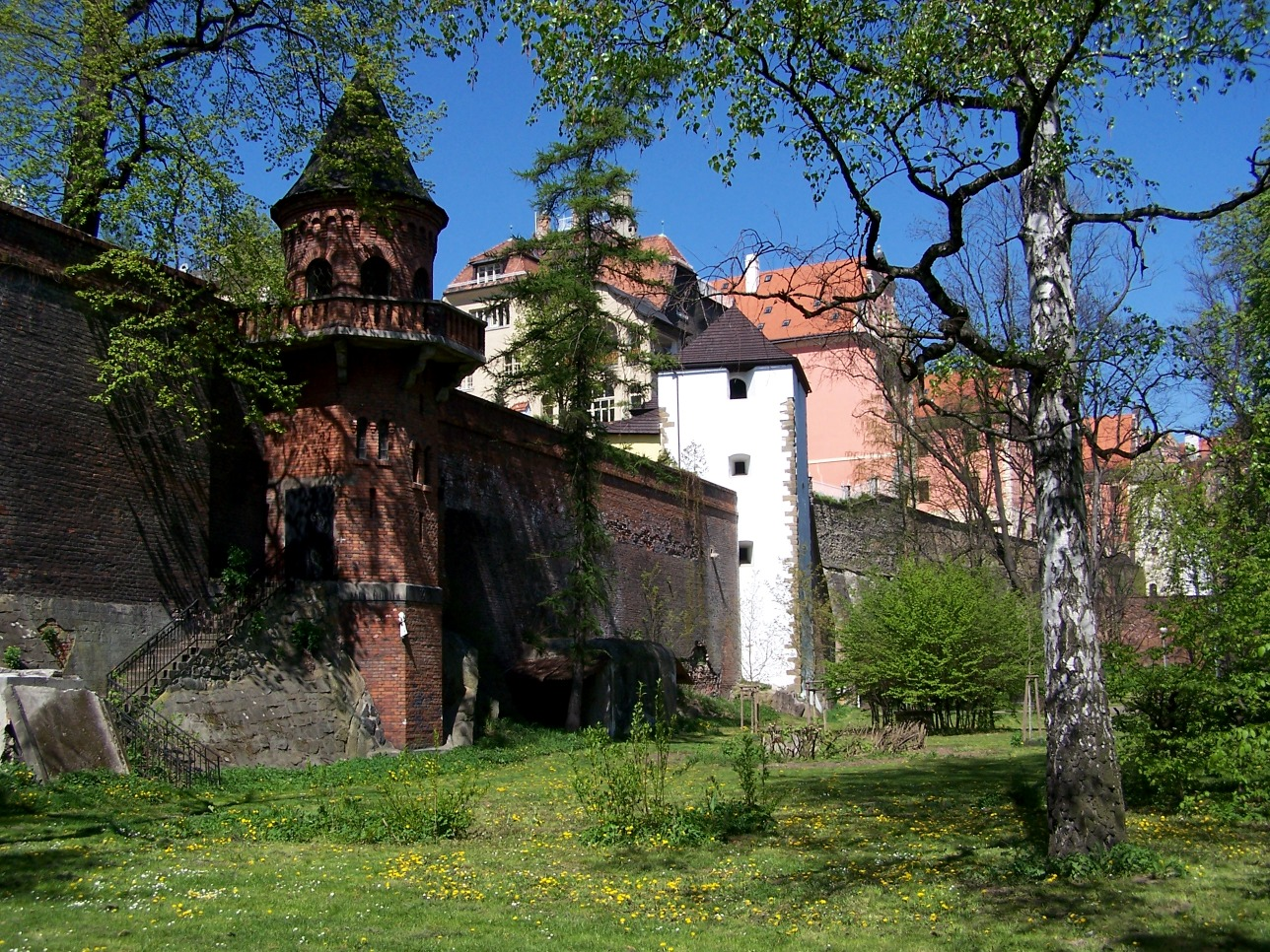
Území bývalé Seminární zahrady s hradebními věžemi v Bezručových sadech

V Olomouci se nachází velké množství parkových ploch na celkovém území více než 48 hektarů. Jejich základ tvoří tři historické parky vzniklé v průběhu 19. století na východním, jižním a západním okraji olomoucké pevnosti. Postupně k nim byly v průběhu 20. století připojovány další plochy s cílem vytvořit kolem historického jádra města souvislý pás zeleně. Díky němu je město Olomouc někdy nazýváno perlou uprostřed zeleně.
Od 24. dubna 1995 jsou Smetanovy sady vyhlášeny Ministerstvem kultury jako kulturní památka České republiky. Od 12. července 1995 jsou kulturní památkou také Bezručovy sady a od 3. září 1998 také Čechovy sady. Většinu všech parkových ploch města spravuje Výstaviště Flora Olomouc.

## Seznam olomouckých parků
V Olomouci se nacházejí tyto parky:
- na jihu:
  - Smetanovy sady
  - Botanická zahrada Přírodovědecké fakulty Univerzity Palackého
- na západě:
  - Čechovy sady
  - Park Malého prince
- na východě:
  - Bezručovy sady
  - Botanická zahrada a rozárium
- na severu:
  - Park Na střelnici
  - Park pod dómem sv. Václava
  - Park pod letním kinem

## Smetanovy sady

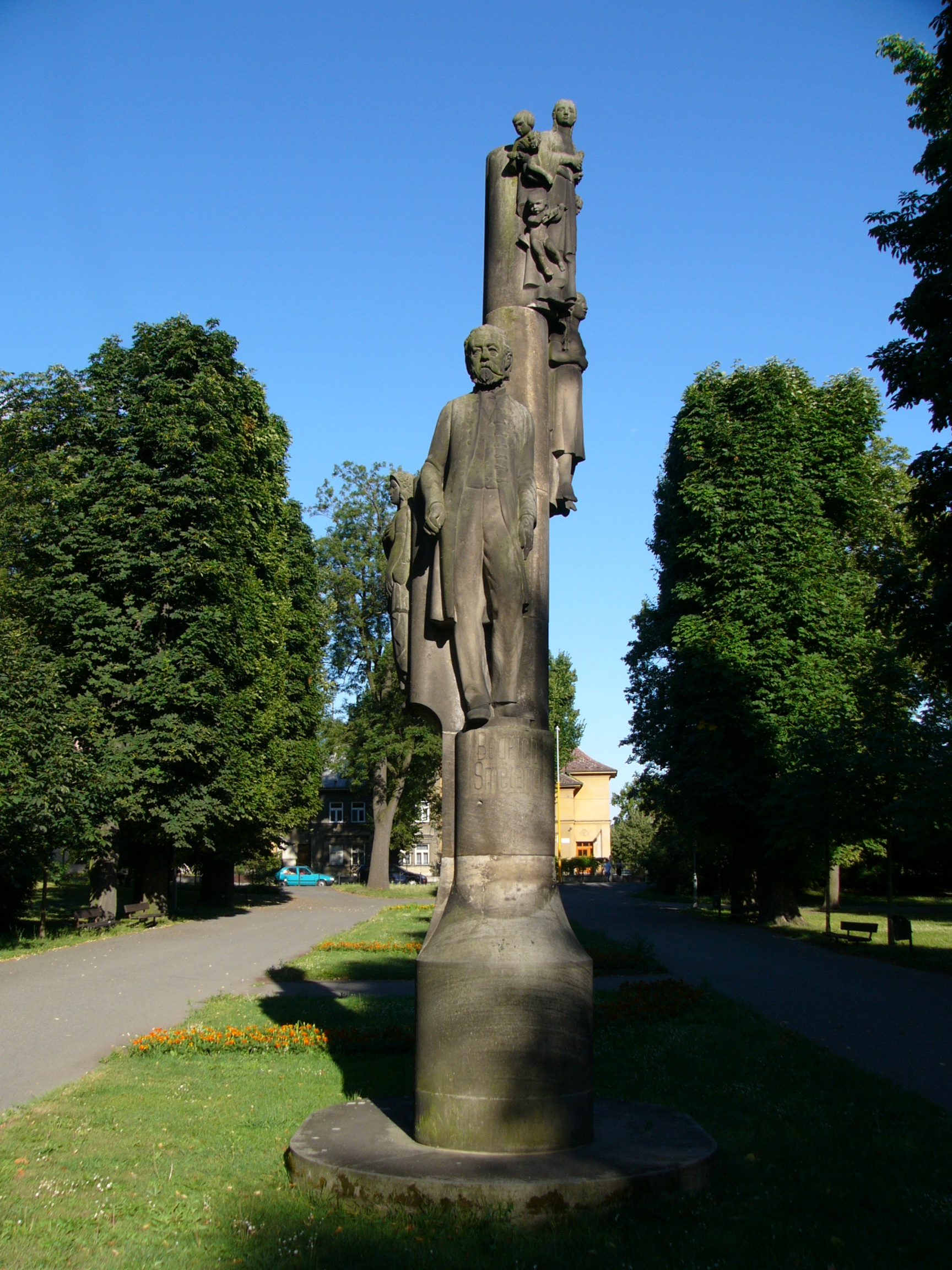
Památník Bedřicha Smetany ve Smetanových sadech

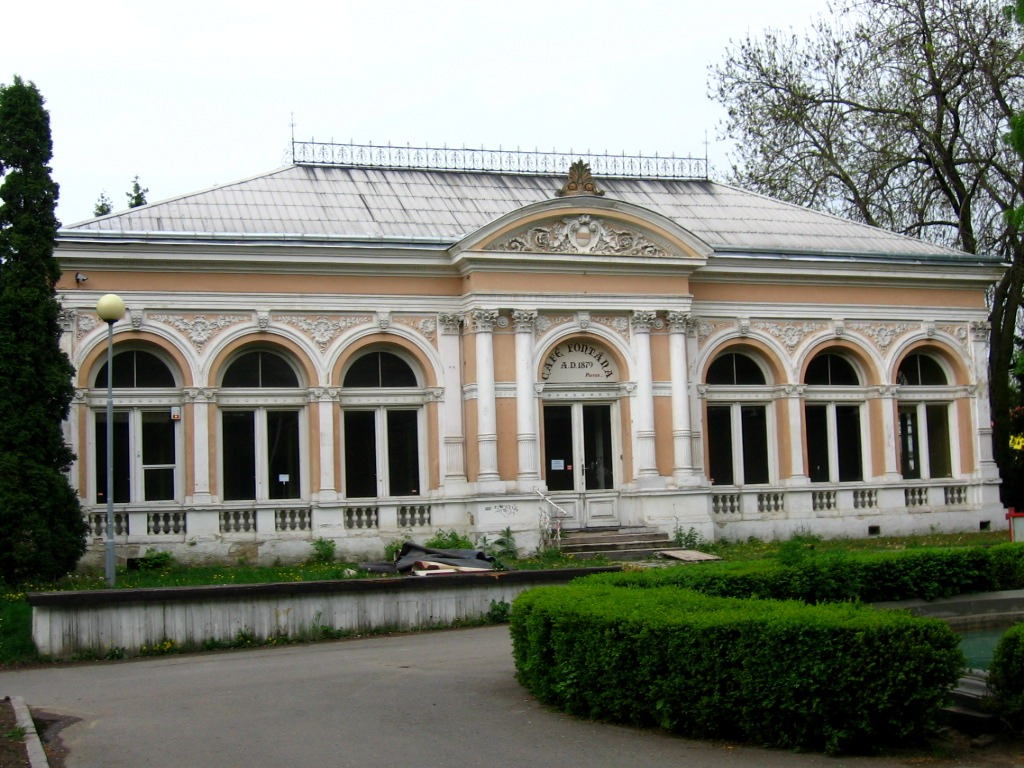
Restaurační pavilon ve Smetanových sadech

Hlavní městský park, nejstarší a největší. Jeho jádrem je tzv. Rudolfovo stromořadí, založené v roce 1820 olomouckým arcibiskupem Rudolfem Janem. V průběhu let bylo několikrát zničeno a nyní je tvoří alej 108 kusů lip velkolistých. Hlavní alej měří 710 metrů. V parku se nachází také jediná větší vodní plocha – jezírko, kde sídlí hejno divokých kachen. Dominantou parku je Rudolfův dub - 28 m vysoký strom, jehož stáří se odhaduje na 250 let. Byl pojmenovaný na počest zakladatele areálu.
V roce 2008 byl zjištěn výskyt tesaříka drsnorohého (Megopis scabricornis, kriticky ohrožený druh).
V sousedství skleníků Flory Olomouc je Botanická zahrada Přírodovědecké fakulty Univerzity Palackého založená v roce 1901.
Do roku 1900 zde býval starý židovský hřbitov, z nějž pak byla přestěhována část náhrobků na Ústřední hřbitov v Neředíně.

### Stavby v parku
- Areál výstaviště Flora Olomouc s výstavním pavilonem A z let 1965–1966 od architekta Petra Braunera. Pavilon v letech 2013–2014 prošel kompletní rekonstrukcí a byl upraven na multifunkční halu pro výstavy, veletrhy a kulturní nebo společenské akce.[4]
- Palmový skleník z let 1927–1930 s reliéfní výzdobou vstupu od sochaře Julia Pelikána, na který navazují další 3 skleníky: kaktusový, tropický a subtropický.[4]
- Restaurační pavilon v novorenesančním stylu na hlavní aleji z roku 1879. Kulturní památka byla rekonstruována v letech 2007–2010.[8][9]
- Dřevěná oranžérie v sousedství restaurace přenesená sem v roce 1886 z Velké Bystřice. Je kulturní památkou[10] a v letech 2015-2018 byla rekonstruována.[11]
- Litinový hudební altán z roku 1895.
- Boční vchod z Vídeňské ulice je tvořen přenesenou branou z tereziánského opevnění Olomouce. Je sochařsky zdoben reliéfními vojenskými motivy.
- Betonová lávka spojující Smetanovy a Čechovy sady je z 60. let 20. století. Mimoúrovňový chodník je 460 m dlouhý. [4] V letech 1990–1999 byla uzavřena. Rekonstruována byla v letech 2000–2006.[12]

### Sochařská výzdoba parku
- Pomník Bedřicha Smetany na hlavní aleji z roku 1925 od sochaře Rudolfa Březy a architekta Josefa Štěpánka. Na současné místo u ústí aleje do Polské ulice byl přemístěn v roce 1967.[4]
- Pomník botanika Františka Polívky z roku 1933 od sochaře Julia Pelikána.
- Socha Pasáček z roku 1933 od sochaře Julia Pelikána umístěná naproti vchodu do Palmového skleníku.
- Socha Sedící od sochaře Karla Hořínka vytvořená v letech 1963–1966.[13]
- Fontána s tučňákem za restauračním pavilonem od sochaře Rudolfa Chorého; po delší dobu nefunkční a poškozená fontána byla 2015–2016 odstraněna.[13]

## Čechovy sady

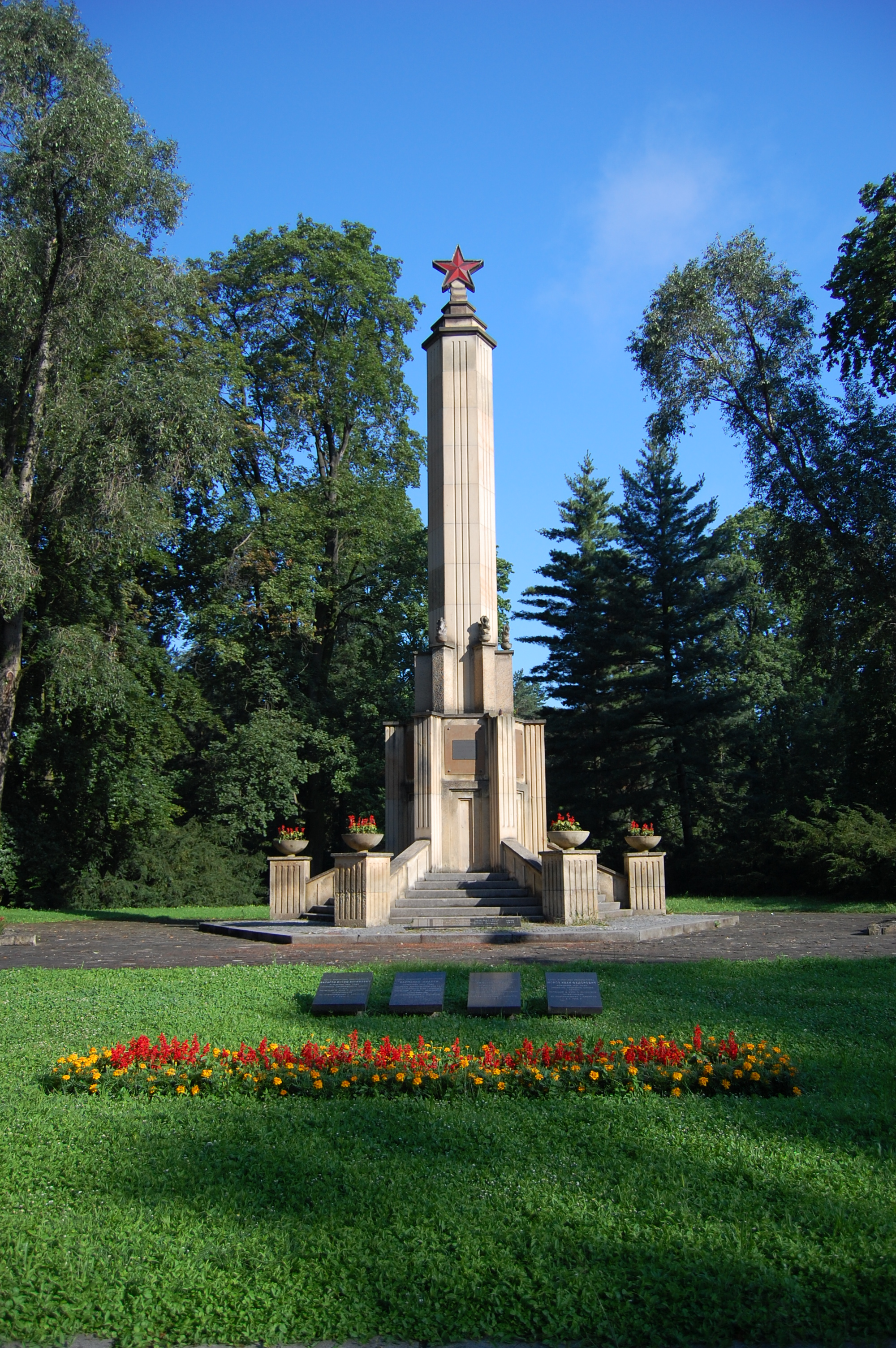
Památník Rudé armády v Čechových sadech

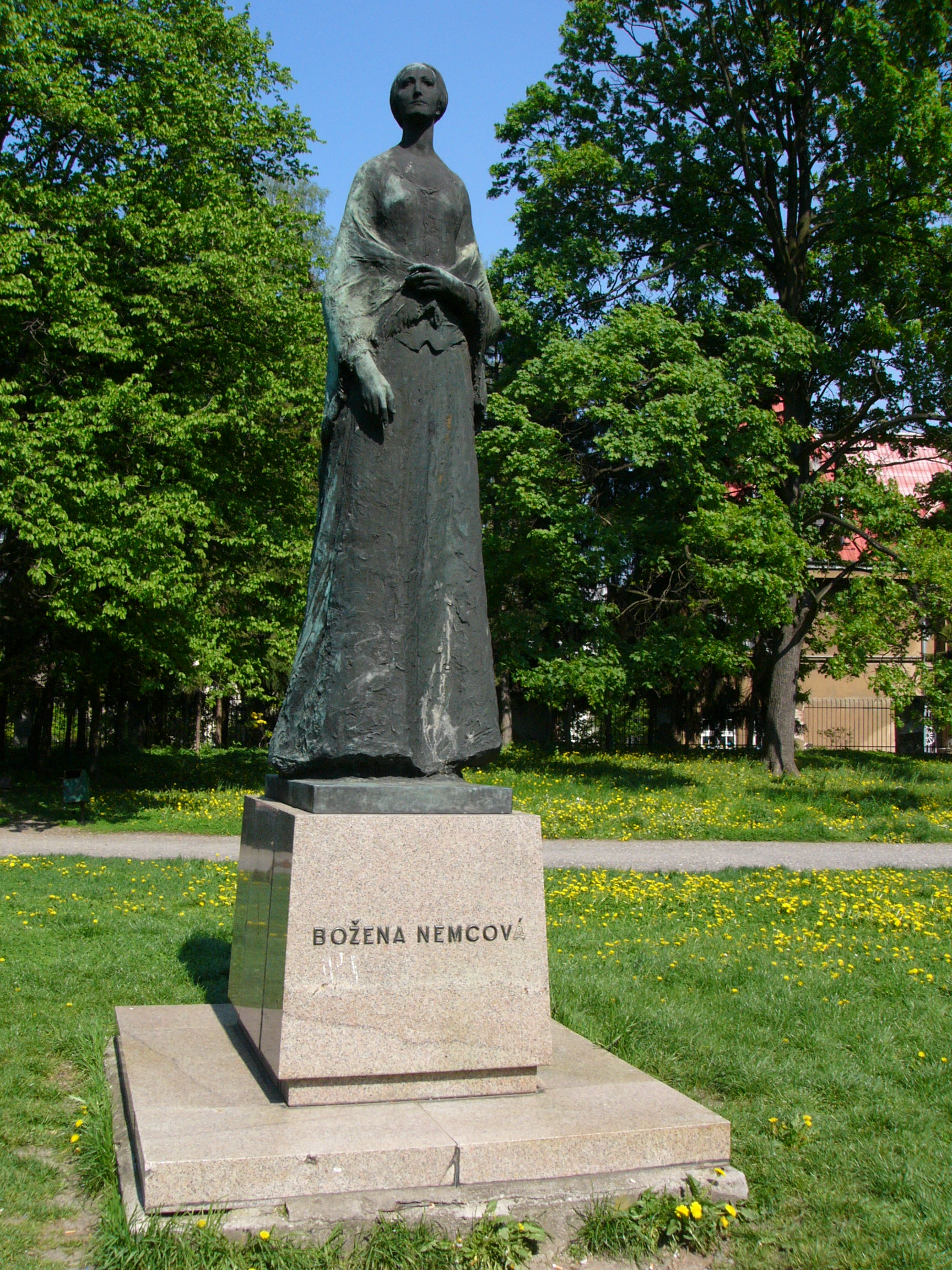
Pomník Boženy Němcové v Čechových sadech

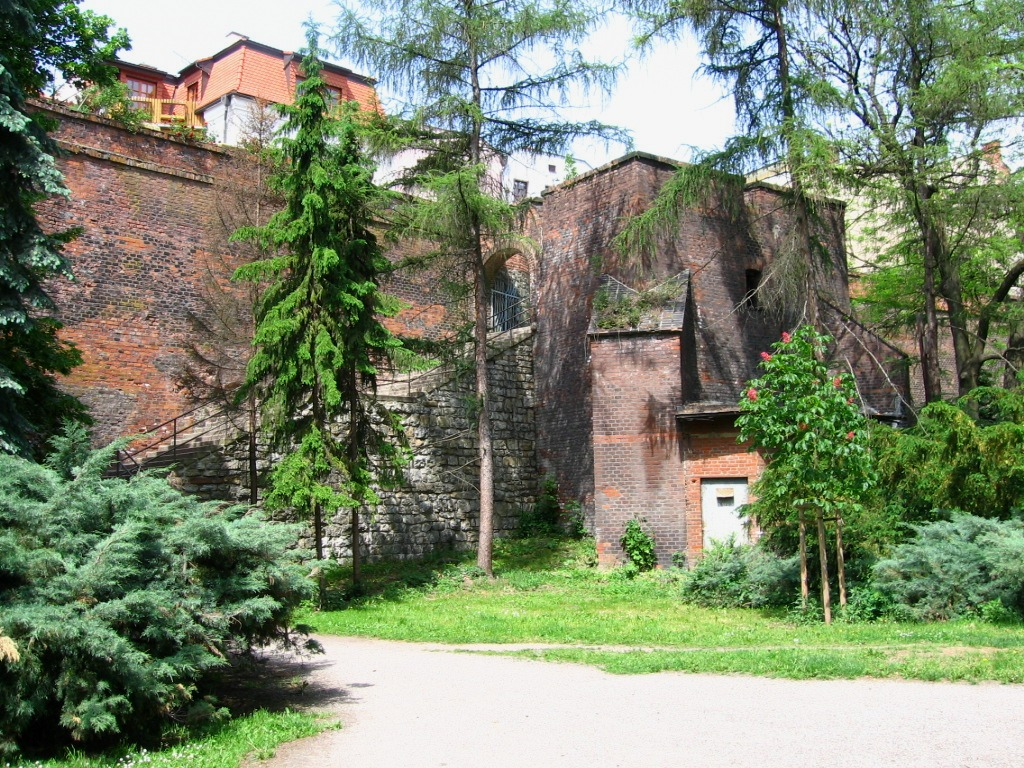
Katovská branka v Bezručových sadech

Původně založeny jako tzv. Janské stromořadí ve 30. letech 19. století.

### Stavby v parku
- Památník Rudé armády z roku 1945 – pravděpodobně první stavba socialistického realismu v Česku. Základní vzhled sloupu, jehož autory jsou Jaroslav Kovář ml. a Karel Lenhart, byl inspirován sloupem Nejsvětější Trojice.[4]
- Litovelská branka přenesená z dnešního náměstí Hrdinů na severní okraj parku v roce 1898

### Sochařská výzdoba parku
- Pomník Boženy Němcové od sochaře Vladimíra Navrátila z roku 1965. Autorem architektonického řešení a podstavce pomníku je architekt František Novák. Na podstavec byl částečně použit kámen pocházející z pomníku císaře Františka Josefa I., stojícího v letech 1898–1919 na Horním náměstí.[4]
- Pamětní plaketa malíře Karla Wellnera od sochaře Karla Lenharta při ulici Palackého z roku 1936.

## Bezručovy sady
Nejdelší a nejmladší ze tří hlavních olomouckých parků. Táhne se po jihovýchodním obvodu historického jádra města pod městskými hradbami a ústí do Dómské čtvrti.
První promenádní cesta se stromovím zde byla vytvořena po roce 1835, parková úprava prostoru byla provedena v roce 1905, dnešní rozloha parku pochází ale až z roku 1949, kdy byly zrušeny seminární zahrady pod kostelem sv. Michala a připojeny k parku. Je to park romantického anglického typu. Nejdříve byl označován jako Michalský výpad, po roce 1905 byl nazván Schillerovými sady. V roce 1933 byl přezván na Tyršovy sady, od roku 1947 dodnes nese název Bezručovy sady.
Na místě parku existovala ve středověku předměstská osada Závodí s ulicemi Koželužskou a Jirchářskou a dvěma mlýny – Sladovým (také Václavským) a Jakubským. Veškerá zástavba byla odstraněna v letech 1742–1757, Jakubský mlýn byl zbořen po požáru roku 1909. Na jeho místě stál donedávna statný jilm.

### Stavby v parku
- Jihoslovanské mauzoleum z roku 1926 od architekta Huberta Austa. Společná hrobka s pozůstatky asi 1200 jihoslovanských vojáků, kteří během 1. světové války zemřeli na území Moravy a Slezska je na seznamu kulturních památek ČR.[14] V letech 2016–2019 proběhla celková rekonstrukce památníku.[15]
- Dřevěná zvonička z roku 1920, přenesena sem z Pavloviček v roce 1969 musela být kvůli zchátralému stavu nahrazena replikou v r. 2019.[16]
- Litinový hudební altán z počátku 20. století je na seznamu kulturních památek.[17]
- Od 70. let 20. století se na začátku parku u vstupu z Kosinovy ulice nacházel umělý vodopád s bazénkem. Byl součástí velkolepé koncepce výstav Flora Olomouc. Od 90. let 20. století byl nefunkční, v roce 2006 byl zcela zrušen. V roce 2021 byl vodopád znovu instalován nákladem 2,3 mil. Kč. Spuštěn byl 21. dubna 2022 a bude v provozu vždy během letní sezony. Vodopád funguje na principu uzavřeného okruhu vody, do něhož bude při ztrátách odpařením voda doplňována z cisterny. V oběhu je okolo deseti kubíků vody.[18]

- Podél celého parku se táhnou městské hradby s četnými věžemi a čtyřmi vstupy do centra města – Michalský výpad, Židovská brána, Katovská branka a Blažejská brána.[19]
- V roce 1947 se v parku zřítila část opevnění. Na jeho místě byly postaveny kryté schody vedoucí do ulice Křížkovského.

### Sochařská výzdoba parku
- Pomník Petra Bezruče z roku 1947 od sochařů Rudolfa Doležala, Vojtěcha Hořínka a Karla Lenharta.
- Čtyři barokní sochy Herkulů z roku 1757. Na místě bývalého Jakubského mlýna stojí od roku 1965.
- V tehdejších Schillerových sadech pod vilou Primavesi měla od roku 1908 stát Schillerova kašna podle návrhu sochaře Antona Hanaka. Část z ní byla zhotovena (chrliče) a dnes se nachází v Hanakově muzeu v rakouském Langenzersdorfu. Celá kašna však nikdy realizována nebyla.

## Botanická zahrada a rozárium
Budována od roku 1960 na území tzv. Korunní pevnůstky v těsné blízkosti Bezručových sadů. Její hlavní expoziční část tvoří Zahrady národů. Na konci hlavní cesty se nachází Zahrada smyslů, která má za cíl přiblížit svět rostlin nevidovým. Rozárium se nachází na předpolí pevnůstky. Bylo vybudováno v 70. letech 20. století a v roce 2015 prošlo celkovou rekonstrukcí. Je zde vysazeno více než 2000 keřů růží téměř čtyř set odrůd.

## Park Na střelnici
Známý také jako ASO park. Až do požáru v roce 1998 se zde nacházela Měšťanská střelnice. Šlo o výjimečný příklad empírové architektury na Moravě postavený v roce 1838 podle návrhu architekta Antona Archeho. V parku se pravidelně konaly letní městské slavnosti.
Na park navazuje zbytek tzv. Františkova stromořadí, které se dříve nacházelo na území dnešní velké křižovatky ulic Zámečnická a Dobrovského. Jeho pozůstatkem je několik vzrostlých jírovců u objektu Staroměstských kasáren.

## Park pod dómem sv. Václava

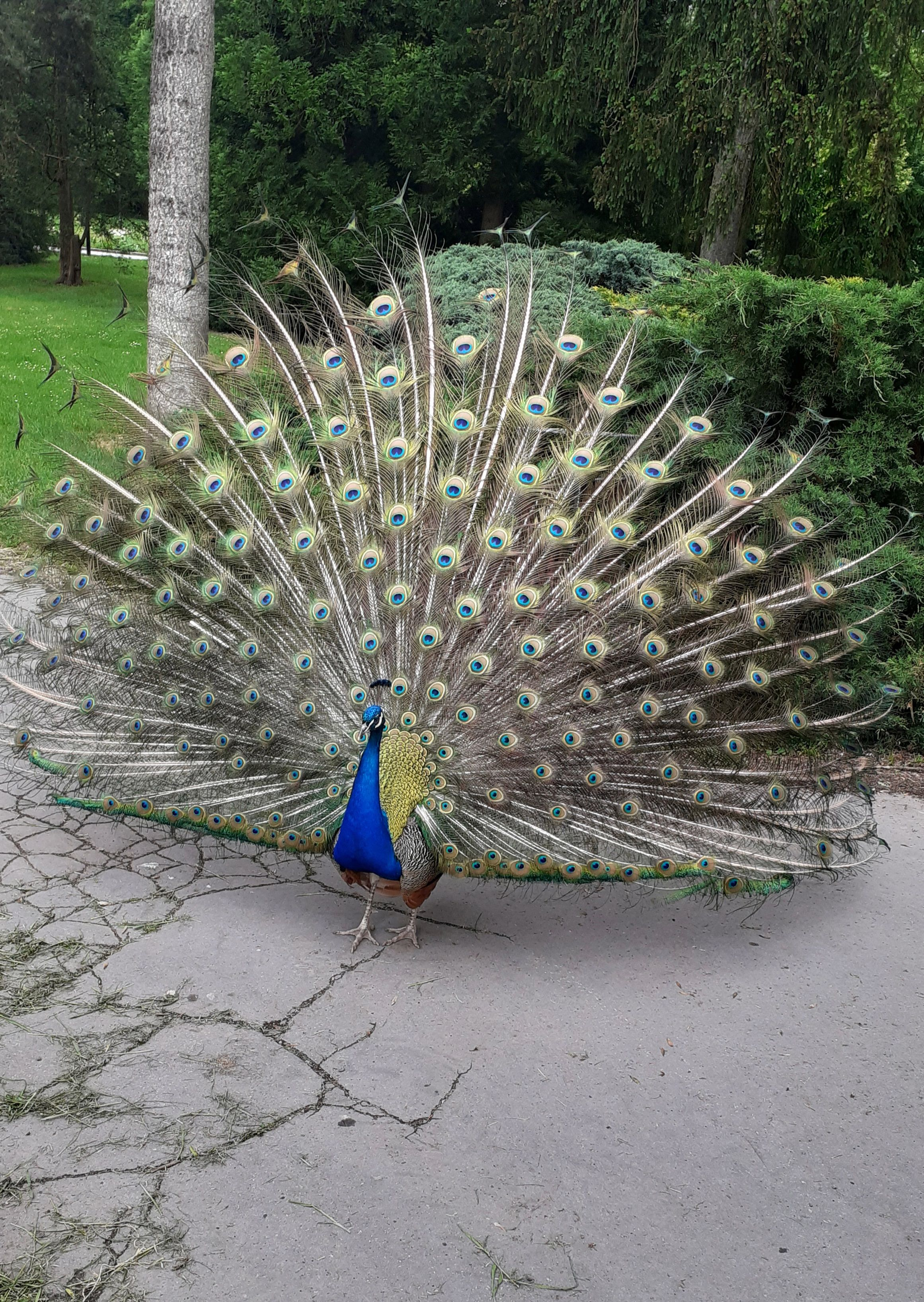
Páv ve Smetanových sadech

Někdy také nazývaný Sad Přemyslovců nebo lidově Pareček. Jde o území pod hradbami olomouckého hradu oddělené Mlýnským náhonem od ulice Dobrovského. Na jeho západní straně se nachází tzv. Špitálský bastion s jednou z několika středověkých městských bran, tzv. Cikánskou brankou. Na jižní straně parku začíná Dómská čtvrť. Na místě parku stály až do 70. let 20. století vojenské sklady. Park prošel po roce 2000 rozsáhlou rekonstrukcí.

## Park pod letním kinem
Poměrně malý parčík je od parku pod dómem oddělen tzv. Špitálským bastionem, na kterém se dnes nachází areál letního kina. Na opačné straně parčík končí tzv. Locatelliho bastionem, ve kterém se dříve nacházela vojenská pekárna. Dnes je v objektu mimo jiné restaurace a ubytovací zařízení. Na severní straně park lemuje rušná Dobrovského ulice. Park vznikl zasypáním obranného vodního příkopu. Do roku 1989 byl označován jako Sad pionýrů. Uprostřed parčíku se nachází betonový bazének, dnes nefunkční.

## Park Malého prince
Park Malého prince se nachází v olomoucké části Neředín. Je dominantou panelového sídliště na Tabulovém Vrchu. Nachází se na něm sportoviště, drobné oplocené dětské koutky, lanová průlezka či psí výběh.

## Fauna a flóra olomouckých parků
Na území olomouckých parků se vzhledem k jejich stáří a unikátnímu rozložení nachází mnoho ohrožených a kriticky ohrožených živočichů a rostlin. Mezi nejohroženější patří tesařík drsnorohý, kovařík rezavý, muchomůrka Vittadiniho a dále například skokan zelený, netopýr hvízdavý aj. Mimo ohrožené druhy a zvířata přirozeně se pohybující v parkovém prostředí (veverky, sýkorky, různé druhy sov, zajíci atd.) jsou uměle vysazeni v parcích také pávi korunkatí a perličky kropenaté.